# 광주충장중학교
광주충장중학교(光州忠壯中學校)는 대한민국 광주광역시 동구 산수동에 있는 공립 중학교이다.

## 학교 연혁
- 1969년 8월 16일 : 광주충장중학교 설립 인가(36학급)
- 1970년 3월 5일 : 개교 및 입학식(10학급)
- 2011년 3월 1일 : 교훈 “참된 마음, 부지런한 행동” 개정
- 2025년 1월 8일 : 제53회 졸업식(65명 졸업, 총 졸업생 21,670명)
- 2025년 3월 1일 : 제18대 김숙희 교장 취임
- 2025년 3월 4일 : 신입생 입학(88명)

## 참고 자료
- 광주충장중학교 - 한국교육학술정보원 학교알리미